# Dávid Hartl
Dávid Hartl (ur. 2 października 1993 w Bratysławie) – słowacki aktor.

## Życiorys
Absolwent konserwatorium w Bratysławie. Jeszcze w trakcie studiów uczestniczył w przedstawieniach teatralnych: Zhŕňajova nevesta i Figaro sem, Figaro tam (Nová scéna), Trik Trejsy (w Heineken Tower Stage) i Malá morská víla (Malá scéna STU). W teatrze Nová scéna wystąpił w musicalach: Ôsmy svetadiel, Princ a Večernica, Mata Hari, Hairspray, w komediach: Vyhadzovači, Pi čaj, miláčik!, w dramacie Equus.
Występuje gościnnie w teatrze P. O. Hviezdoslava, teatrze Ludus i teatrze Gunagu.
Zagrał role w filmach: Únos (R. Remiáš), Trhlina (Andrej Bežanský), Ostrým nožom (Dávid) i w serialu telewizyjnym Sama doma. Na swoim koncie ma także role w dubbingu.
Zwycięzca piątej serii programu Tvoja tvár znie povedome.